# Musique portoricaine

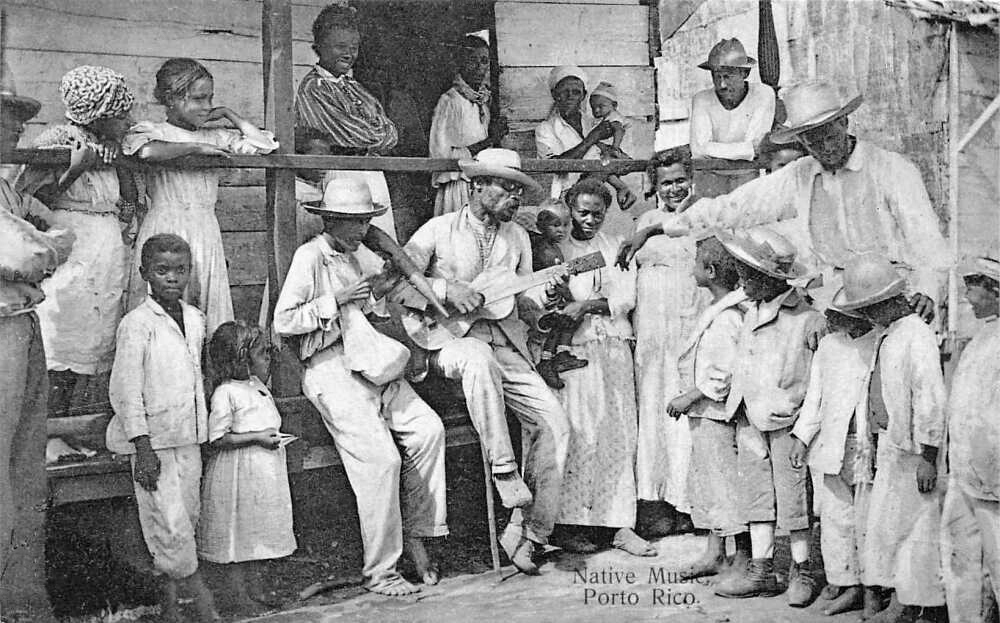
Musiciens portoricains, 1910

La musique portoricaine désigne la musique en provenance de Porto Rico, qui est influencée par les courants africains et européens, en particulier espagnol, et est devenue populaire au travers des Caraïbes et de quelques autres communautés mondiales. Les genres populaires natifs incluent bomba et plena, tandis que quelques styles plus contemporains comprennent notamment le reggaeton et le dembow.

## Musique traditionnelle

### Jíbara
La jíbara est née chez les paysans de l'île, descendants d'immigrants espagnols et européens. Les instruments de musique ont reproduit leurs ancêtres de la péninsule Ibérique et des îles Canaries, développant leurs propres instruments tels que les cuatros, les tiples, les bordonúas, les guitares et le güiro indigène, un idiophone raclant fabriqué à partir d'un fruit de l'île. La jíbara se compose de plusieurs styles musicaux, appelés seis et aguinaldos. Les vers rimés, principalement en dixièmes et décimillas fixes ou improvisés, sont un trait caractéristique de l'expression vocale. Certains de ses interprètes sont Odilio González, Alfonso Vélez ou Luz Celenia Tirado.

### Bomba
Les références historiques indiquent qu'au XIXe siècle, les esclaves noirs créaient et cultivaient dans les champs un genre de musique et de danse appelé « bomba ». Au milieu du XXe siècle, la bomba commence à être enregistrée sur support audio et vidéo. La bomba est jouée dans des variantes différentes selon les régions, mais elle était la plus forte à Loíza, Ponce, San Juan et Mayagüez.

### Plena
La plena est un rythme originaire de Porto Rico. Elle est née entre 1915 et 1920, dans le secteur de La Joya del Castillo et le quartier de San Antón à Ponce. Très populaire dans les fêtes et les événements, elle l'est aussi dans les quartiers de Porto Rico.

### Danza
La danza évolue clairement à partir de la contredanse européenne, anglaise et française. Le terme contradance est d'origine anglaise et est utilisé au XVIIIe siècle pour identifier les danses de campagne ou les danses paysannes qui deviennent populaires à la suite du nouvel ordre social européen créé par la Révolution française. Le terme contradance vient de l'anglicisme « country dances » qui peut être défini comme une série de danses folkloriques ou de danses de campagne anglaises qui sont devenues à la mode lorsque les intellectuels anglais ont découvert la culture des sociétés paysannes et les ont assimilées en les amenant dans les zones urbaines.

## Musique populaire

### Hip-hop
Dans les années 1970, les conditions sociales et le délabrement urbain ont fait des ravages dans les projets de la ville de New York, et les Noirs et les Portoricains sont touchés de la même manière. Pour faire face au désarroi qui régnait à New York, les Portoricains et les Noirs collaborent à l'élaboration d'un genre rap qui les aiderait à exprimer leur art créatif. Comme l'écrit Deborah Pacini Hernandez dans son article Oye Como Va ! Hybridity and Identity in Latino Popular Music[réf. souhaitée], les Noirs et les Portoricains font souvent face à leurs difficultés par le biais de « graffitis, DJ, emceeing, break dance et mode - les éléments culturels qui composent le hip-hop ». Au fur et à mesure que le hip-hop prenait de l'importance, il était clair que les Portoricains avaient une influence sur l'industrie du hip-hop, qu'il s'agisse du breakdance ou du son de la musique.

### Reggaeton et dembow
Les racines du reggaeton remontent aux années 1980 et au rappeur portoricain Vico C Au début des années 1990, le reggaeton devient un genre plus définitif, utilisant le riddim « dem bow » dérivé d'une chanson de Shabba Ranks portant le même nom, et ressemblant davantage au dancehall jamaïcain par ses couplets chantés sur des airs simples et dans un style de stentor, et par l'accent mis - par les paroles, les vidéos et les personnalités des artistes - sur la fête, la danse, la vantardise, le « bling bling » et la sexualité, plutôt que sur un commentaire social lourd de sens. Si le reggaeton débute comme une version espagnole du dancehall jamaïcain, entre les mains d'artistes tels que Tego Calderón, Daddy Yankee, Don Omar et d'autres, il acquiert rapidement sa propre saveur et peut être considéré comme la musique électronique la plus populaire des Caraïbes espagnoles, dépassant même la salsa.

## Danse

### Salsa
Il s'agit d'un mélange de différents rythmes issus de danses latines, africaines et caribéennes. La salsa aurait été créée vers les années 1960 et serait devenue radicalement populaire dans le monde non latino. La danse salsa est similaire au mambo.
La danse salsa est structurée en six pas phrasés sur les 8 temps de la musique. Les huit pas différents comprennent six mouvements et deux pauses. Le schéma de la danse est le suivant : 1, 2, 3 et pause pour 4, mouvement pour 5, 6, 7 et pause pour 8. Les pas de base sont (1) l'avant et l'arrière : ce pas consiste en deux pas de rock qui entrent et sortent des mouvements. Le deuxième pas est connu comme le pas de base de la danse latérale, il est similaire au premier pas sauf que pour ce pas, les mouvements sont orientés vers le côté. Les mouvements latéraux et les virages sont des aspects importants de la salsa. 